# Cavalcata d'eroi
Cavalcata d'eroi è un film del 1949 diretto da Mario Costa.
Il soggetto si ispira agli avvenimenti accaduti durante l'assedio di Roma del 1849, del quale in quell'anno ricorreva il centenario.

## Trama
Storia d'amore di un patriota e di una ragazza dal casato nobile, già legata a un francese, sullo sfondo del secondo assalto delle truppe francesi a Roma avvenuto tra il 3 giugno e il 2 luglio 1849. Con l'ingresso e la vittoria francese, che installano un governo provvisorio, i due innamorati decideranno, una volta superate le differenze di carattere sociale, di seguire le truppe garibaldine nel Nord dell'Italia.

## Produzione
Il film, a tema risorgimentale, rientra nel filone dei melodrammi sentimentali, comunemente detto strappalacrime, allora molto in voga tra il pubblico italiano, in seguito ribattezzato dalla critica con il termine neorealismo d'appendice.
Il film venne girato per gli interni negli studi della Incir-De Paolis a Roma nell'autunno del 1949.
Iscritto al Pubblico registro cinematografico della S.I.A.E. con il n. 780, ottenne il visto di censura n. 7.716 del 20 aprile 1950.

## Distribuzione
Il film fu distribuito nel circuito cinematografico italiano il 21 aprile del 1950.

## Accoglienza
La pellicola incassò 214.650.000 lire dell'epoca.